# Umskiptar
Umskiptar (česky znamená Proměny) je deváté studiové album norské dark ambient/folk/black metalové kapely Burzum hudebníka Varga Vikernese.
Album bylo nahráno v koncertním sále Grieghallen v Bergenu v září 2011 a vydáno bylo 21. 5. 2012 pod Byelobog Productions.

## Seznam skladeb
1. Blóðstokkinn – 1:16
2. Jóln – 5:51
3. Alfadanz – 9:22
4. Hit helga Tré – 6:51
5. Æra – 3:58
6. Heiðr – 3:02
7. Valgaldr – 8:03
8. Galgviðr – 7:16
9. Surtr Sunnan – 4:14
10. Gullaldr – 10:20
11. Níðhöggr – 5:00

## Sestava
- Varg Vikernes – vokály, všechny nástroje